# ケプラー451b
ケプラー451b(英語:Kepler-451b)はB型準矮星を主星、赤色矮星を伴星とする連星、ケプラー451を公転している太陽系外惑星である。2MASS J19383260+4603591bとも呼ばれる。

## 発見
この惑星はA. S. Baranらにより発見された惑星であり、アストロノミー・アンド・アストロフィジックスで2015年3月に公表された。発見に用いた方法は恒星が食連星でないと使えないEclipse Timing Variation法である。37ヶ月間に得られた16000ものデータの分析により周期的な変化のうち第三星からの影響と思われる周期の乱れがあったため惑星の存在が認められた。

## 特徴
ケプラー451bは連星系のいずれかの恒星ではなく、連星系全体を公転している周連星惑星である。その為、ケプラー451(AB)bと表記されることもある。連星から0.92 au離れた軌道を416日で公転している。木星の1.9倍の質量を持つことからケプラー451bは巨大ガス惑星であるとされている。2015年にケプラー宇宙望遠鏡の観測データから発見されたが、普通の惑星とは異なる方法で発見され、半径は未明である。

## 主星
ケプラー451は大きさが太陽の22%ほどで、スペクトル型がsdBV型のB型準矮星と太陽の16%の大きさしかない赤色矮星から成る連星である。